# Opilio canestrinii
Espèce
Synonymes
- Phalangium canestrinii Thorel, 1876
- Opilio zangherii Spoek, 1962
- Opilio aspromontanus Gruber, 1964

Opilio canestrinii est une espèce d'opilions eupnois de la famille des Phalangiidae.

## Distribution
Cette espèce se rencontre en Europe.

## Description

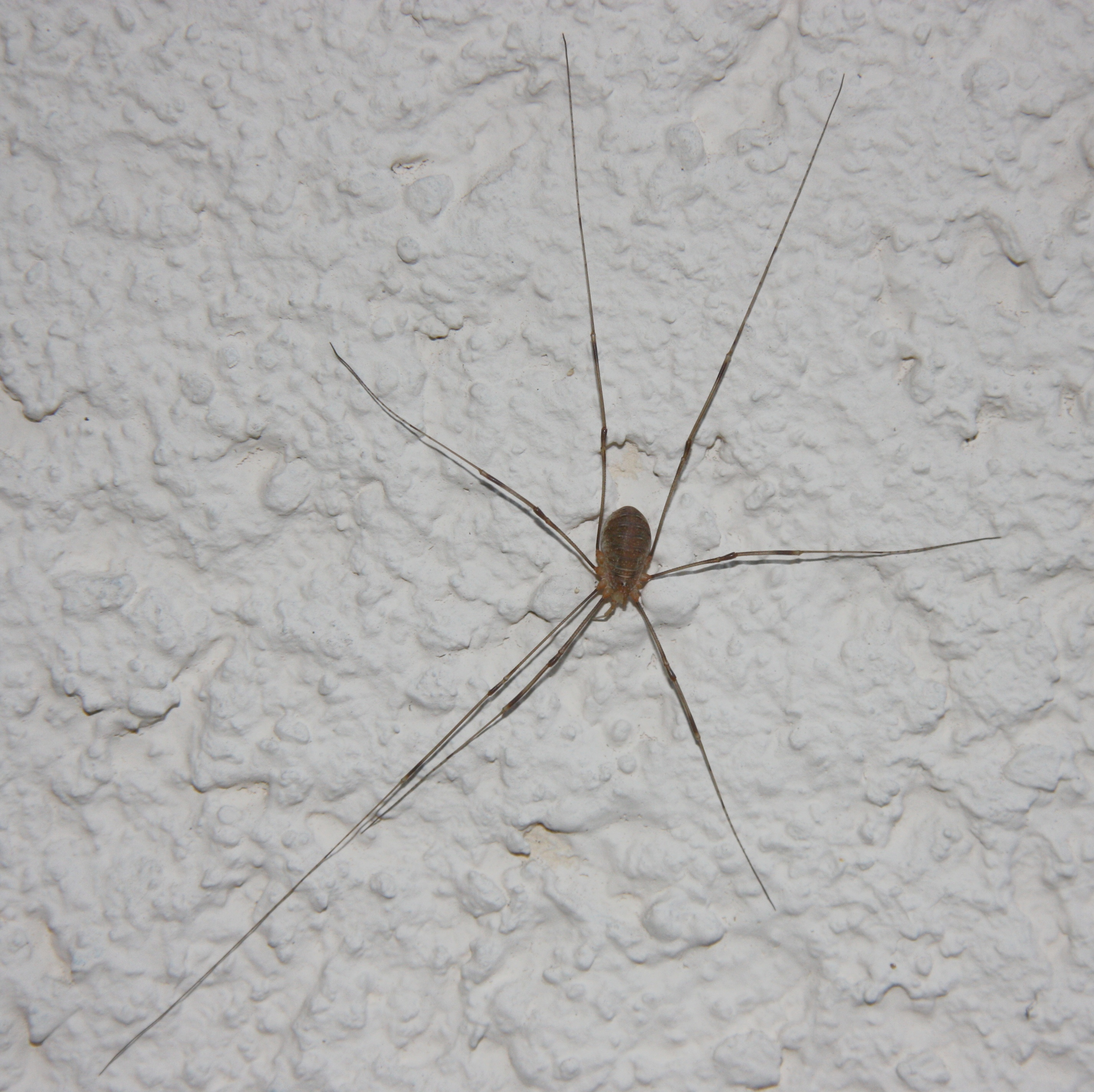
Opilio canestrinii

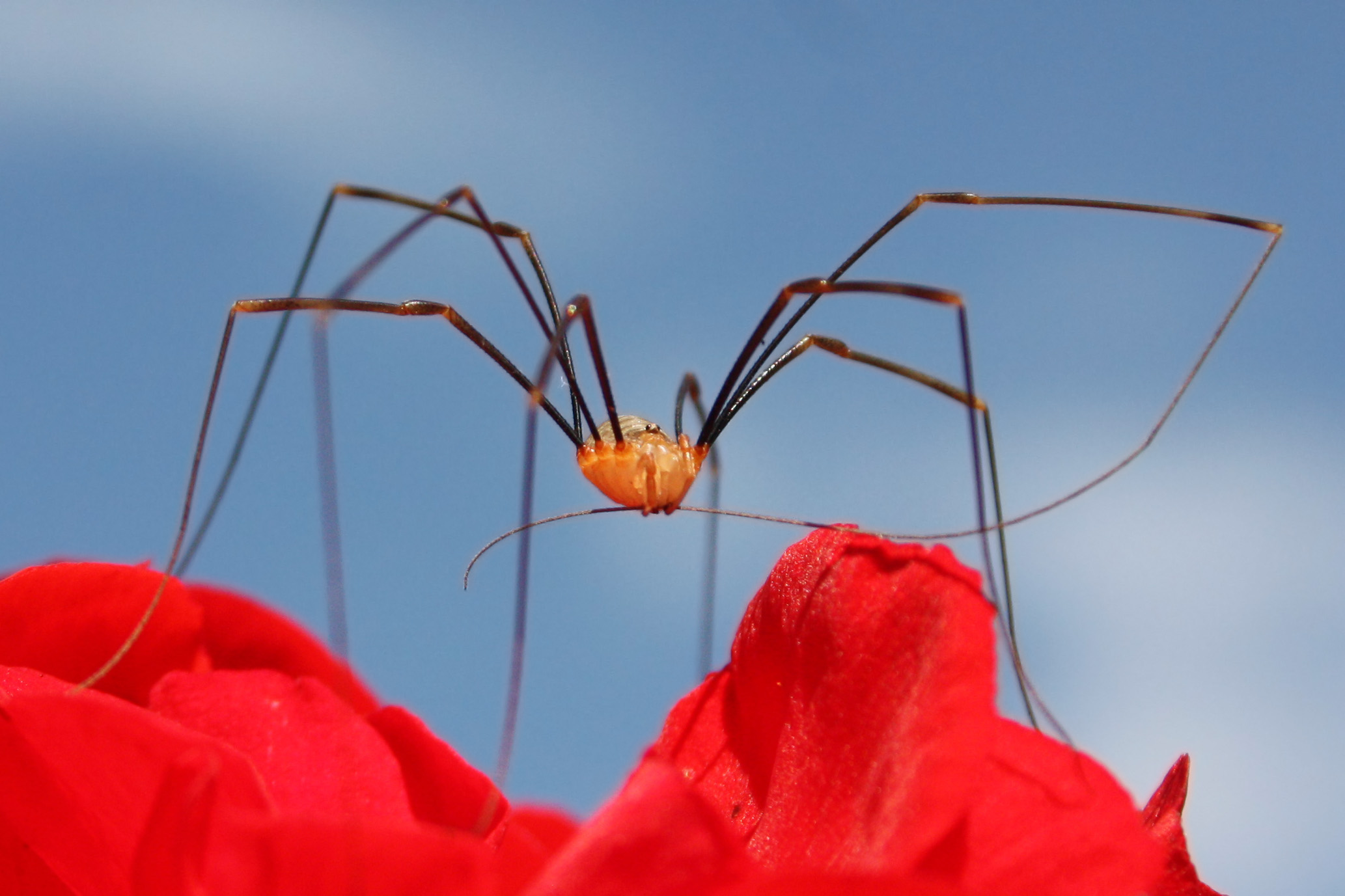
Opilio canestrinii

Opilio canestrinii mesure de 4 à 7 mm.

## Publication originale
- Thorel, 1876 : « Sopra alcuni Opilioni (Phalangidea) d'Europa e dell'Asia occidentale, con un quadro dei generi europei di quest'ordine. » Annali del Museo Civico di Storia Naturale Giacomo Doria, vol. 8, p. 452-508 (texte intégral).